# Christopher Eccleston
Pour les articles homonymes, voir Eccleston.
Christopher Eccleston est un acteur britannique, né le 16 février 1964 à Salford (alors dans le Lancashire et aujourd'hui dans le Grand Manchester).
Il est notamment connu pour avoir tenu le rôle de David dans Petits meurtres entre amis de Danny Boyle et celui du neuvième Docteur dans la série britannique Doctor Who.

## Biographie
Christopher Eccleston est formé à la Central School of Speech and Drama. Il attira l'attention du grand public lors de la sortie du film L'Âge de vivre en 1991. Il a ensuite décroché un rôle récurrent dans la série télévisée Cracker en 1993. En 1994, il joue aux côtés d'Ewan McGregor et Kerry Fox dans Petits meurtres entre amis, premier film de Danny Boyle, succès critique et commercial outre-Manche.
Il est devenu en 2005 le neuvième Docteur dans la série Doctor Who et le premier depuis la renaissance de la série arrêtée en 1989. Il quitte la série après seulement une saison, choisissant de ne pas renouveler son contrat et laisse donc la place à David Tennant. Puis en 2009, il est James McCullen/Destro dans le film G.I.Joe The Rise of Cobra, et un an plus tard il devient John Lennon dans le téléfilm Lennon Naked, qui traite surtout de sa relation avec son père Fred Lennon avec, en parallèle, la séparation des Beatles et son union avec Yoko Ono. 
En 2013 il tient le rôle du maléfique Malekith dans le second volet de Thor : Le Monde des ténèbres.

## Filmographie partielle

### Cinéma
- 1991 : L'Âge de vivre de Peter Medak : Derek Bentley
- 1992 : Death and the Compass de Alex Cox : Alonzo Zunz
- 1993 : Anchoress de Chris Newby : prêtre
- 1994 : Petits Meurtres entre amis de Danny Boyle : David Stephens
- 1996 : Jude de Michael Winterbottom : Jude Fawley
- 1998 : Sonia Horowitz, l'insoumise (A Price Above Rubies) de Boaz Yakin : Sender Horowitz
- 1998 : Elizabeth de Shekhar Kapur : le Duc de Norfolk
- 1999 : eXistenZ de David Cronenberg : Levi
- 2000 : 60 secondes chrono de Dominic Sena : Raymond Calitri
- 2001 : Vérité apparente d'Adam Brooks : le loup
- 2001 : Les Autres de Alejandro Amenábar : Charles Stewart
- 2002 : Dina de Ole Bornedal  : Leo Zhukovsky
- 2002 : 24 Hour Party People de Michael Winterbottom : Boèce
- 2002 : Revengers Tragedy de Alex Cox : Vindici
- 2002 : 28 Jours plus tard de Danny Boyle : Major Henry West
- 2007 : Les Portes du temps de David L. Cunningham : The Rider
- 2009 : G.I. Joe : Le Réveil du Cobra de Stephen Sommers : McCullen / Destro
- 2009 : Amelia de Mira Nair : Fred Noonan
- 2013 : Song for Marion de Paul Andrew Williams : James
- 2013 : Thor : Le Monde des ténèbres d'Alan Taylor : Malekith le Maudit
- 2015 : Legend de Brian Helgeland
- 2024 : Face à la mer : l'histoire de Trudy Ederle (Young Woman and the Sea) de Joachim Rønning

### Télévision

#### Séries télévisées
- 1990 : Casualty : Stephen Hills (1 épisode)
- 1991 : Inspecteur Morse : Terrence Mitchell (1 épisode)
- 1991 : Chancer : Radio (1 épisode)
- 1991 : Boon : Mark (1 épisode)
- 1992 : Hercule Poirot : Frank Carter (saison 4, épisode 3 : Un, deux, trois...)
- 1993 - 1994 : Cracker : David Bilborough
- 1996 : Our Friends in the North (mini-série) : Nicky Hutchinson
- 2000 : Clocking Off : James 'Jim' Calvert (2 épisodes)
- 2001 : Linda Green : Neil Sherry / Tom Sherry (1 épisode)
- 2002 : Le Club des Gentlemen : Dougal Siepp (1 épisode)
- 2003 : The Second Coming (mini-série) : Stephen Baxter
- 2005 : Doctor Who : le Docteur (saison 1, 13 épisodes et 1 mini-épisode)
- 2007 : Heroes : Claude Rains (5 épisodes)
- 2008 : The Sarah Silverman Program : Dr. Lazer Rage (épisode 1)
- 2010 : Accused : Willy Houlihan (épisode 1)
- 2011 : The Shadow Line (mini-série) : Joseph Bede
- 2012 : Blackout (mini-série) : Daniel Demoys
- 2014-2017 : The Leftovers : Matt Jamison
- 2015 : Fortitude : Pr. Charlie Stoddart (3 épisodes)
- 2015 : Safe house : Robert
- 2016 : The A Word : Maurice Scott
- 2024: True Detective saison 4: Capitaine Connelly

#### Téléfilms
- 1996 : Hillsborough : Trevor Hicks
- 2001 : Strumpet : Strayman
- 2001 : Othello : Ben Jago
- 2002 : Flesh and Blood : Joe Broughton
- 2006 : Perfect Parents : Stuart
- 2010 : Lennon Naked : John Lennon
- 2011 : Le Mini Noël des Borrowers (en) (The Borrowers) : Pod Clock
- 2018 : King Lear de Richard Eyre

## Distinctions

### Récompenses
- 1996 : Festival international du film de Chicago du meilleur acteur pour Jude
- 1997 : Broadcasting Press Guild Award du meilleur acteur pour Our Friends in the North (1996).
- 2003 : Royal Television Society Awards du meilleur acteur pour Flesh and Blood
- 2005 : SFX Award du meilleur acteur à la télévision dans une série télévisée de science-fiction pour Doctor Who
- 2005 : TV Quick Award du meilleur acteur dans une série télévisée de science-fiction pour Doctor Who
- 2005 : National Television Award de l'acteur le plus populaire dans une série télévisée de science-fiction pour Doctor Who
- International Emmy Awards 2011 : International Emmy Award du meilleur acteur dans une série télévisée dramatique pour Accused

### Nominations
- 1997 : Satellite Award du meilleur acteur pour Jude
- 1997 : British Academy Television Award du meilleur acteur pour Our Friends in the North
- 2004 : British Academy Television Award du meilleur acteur pour The Second Coming
- 2006 : Broadcasting Press Guild Award du meilleur acteur pour Doctor Who
- 2006 : BAFTA Cymru Award du meilleur acteur pour Doctor Who

## Voix françaises
En France
- Éric Legrand[1] dans :
  - L'Âge de vivre
  - Fortitude (série télévisée)

- Christian Gonon dans :
  - Les Portes du temps
  - Face à la mer : l'histoire de Trudy Ederle

Et aussi
- Richard Sammut dans Petits meurtres entre amis
- Jean-Michel Fête dans 60 secondes chrono
- Joël Zaffarano dans Les Autres[1]
- Éric Herson-Macarel dans 28 jours plus tard
- David Manet (Belgique) dans Doctor Who[2] (série télévisée)
- Antoine Nouel dans G.I. Joe : Le Réveil du Cobra
- Franck Dacquin (Belgique) dans Amelia
- Mathieu Buscatto dans Le Mini Noël des Borrowers[1] (téléfilm)
- Marc Perez dans Song for Marion
- Patrick Osmond (*1957 - 2020) dans Thor : Le Monde des ténèbres
- Lionel Tua dans The Leftovers[3] (série télévisée)
- Jean-Michel Fête dans Legend
- Loïc Houdré dans Come Home[1] (mini-série)
- Sylvain Agaësse dans Close to Me (mini-série)